# Vaunthompsonia floridana
Vaunthompsonia floridana är en kräftdjursart som beskrevs av Mihai Bacescu 1971. Vaunthompsonia floridana ingår i släktet Vaunthompsonia och familjen Bodotriidae. Inga underarter finns listade i Catalogue of Life.